# Neopetrosia exigua
Neopetrosia exigua är en svampdjursart som först beskrevs av James Barrie Kirkpatrick 1900.  Neopetrosia exigua ingår i släktet Neopetrosia och familjen Petrosiidae. Inga underarter finns listade i Catalogue of Life.